# El juez de los divorcios
El juez de los divorcios una comedia publicada en 1615 por Miguel de Cervantes Saavedra. Esta obra fue escrita durante el barroco y coincide con el Siglo de Oro (1554-1681). El juez de los divorcios aparece en la colección Ocho comedias y ocho entremeses nunca representados. Los otros entremeses de la colección son La cueva de Salamanca, El viejo celoso, El rufián viudo, La elección de los alcaldes de Daganzo, La guarda cuidadosa, El vizcaíno fingido y El retablo de las maravillas.

## Resumen del argumento
El juez de los divorcios se divide entre cuatro episodios y una canción final. El entremés empieza con el matrimonio de Mariana y el Vejete, quienes presentan su caso por divorcio al juez. Inmediatamente, Mariana demanda el divorcio, diciendo, “¡Divorcio, divorcio, y más divorcio, y otras mil veces divorcio!” (Cervantes 31). Ella sostiene que su marido es repugnante y demasiado viejo, y está cansada de ser su enfermera. Ella es más joven y quiere un mozo guapo. Su marido también quiere el divorcio, y sostiene que ella causa sus enfermedades por su maltrato. 
La siguiente pareja consiste en un soldado y su esposa, doña Guiomar. Ella tiene una “actitud despectiva e insultante hacia su marido” (Bennecker 69). Ella está frustrada porque su marido no tiene trabajo y no cumple con sus responsabilidades. Él es un soldado y un poeta que tiene un carácter apacible y pasivo, mientras que ella es terca y agresiva (insultándole mucho).
Después, el cirujano y la señora Aldonza de Minjaca llegan a presentar su caso. El cirujano es un cirujano vestido de médico. Este detalle es significativo porque un cirujano era una profesión menos admirable que un médico. El Cirujano presenta cuatro razones por el divorcio, mientras que su esposa responde que tiene cuatrocientas. Cuando el juez les pide una prueba, el cirujano pregunta, “¿Qué más pruebas, sino que yo no quiero morir con ella, ni ella gusta de vivir conmigo?” (Cervantes 42). 
El último caso es el del Ganapán, quien viene solo. Él es un cristiano viejo, detalle que él considera muy importante. Él revela que se había casado con una prostituta mientras estaba borracho una noche y ahora desea divorciarse de ella.
El juez no aprueba el divorcio en ninguno de los casos porque según él no se ha presentado evidencia suficiente para merecerlo. Para dar fin a la obra, el juez invita a unos músicos a tocar y cantar. En la letra de la canción se presenta una moraleja: “más vale el peor concierto, que no el divorcio mejor” (Cervantes 44-45). Al final nunca le da el divorcio a ninguno de los 4 casos.

## Personajes

### Principales
Mariana y El Vejete
Mariana y El Vejete son maridos. Mariana es una mujer relativamente joven que se cansa de atender a su esposo. Busca amor con un marido joven y guapo. Ella es terca y presenta su caso por divorcio con ánima. Ella es “una mujer que defiende su sexualidad y su perdida liberta” (Atienza 203).  También ella es subversiva y desobediente. Ella desafía las normas sociales por su petición por divorcio. El Vejete también quiere un divorcio. Él sabe que es viejo, enfermo y arrugado, y quiere vivir los últimos días de su vida en paz. Contrariamente a la tradición literaria, este hombre “no se resiste al cambio sino que lo desea” (Atienza 203).  El Vejete es un personaje complejo porque en algunos momentos es una figura “ridícula y cómica, y por momentos sufriente y sabia, e incluso una figura cristológica” (Atienza 203). 
El Soldado y doña Guiomar
El soldado es militar de profesión y también es poeta. Algunas personas piensan que el Soldado es el alter ego de Cervantes. Por el momento, él no tiene un trabajo y pasa su tiempo en la casa de juego. Él está de acuerdo con su esposa y quiere un divorcio porque él sabe que no puede proveer por ella. Doña Guiomar es antipática y se refiere a su esposo como “éste,” “leño,” “estatua” y “madero” (Bennecker 69). Ella le acusa de impotencia, pereza y la inhabilidad de ganar dinero, y aun insinúa ante el juez la tentación de prostituirse para escaparse de la pobreza. Como las otras mujeres en esta obra, doña Guiomar es una mujer fuerte que sabe lo que quiere. 
El Cirujano y señora Aldonza de Minjaca
El Cirujano y señora Aldonza de Minjaca se odian y quieren divorciarse con el mismo entusiasmo. Ella se siente decepcionada a causa del trabajo de su marido, que no es lo que pretendía ser cuando se conocieron. El cirujano él quiere un divorcio porque dice que ella es insufrible.

### Secundarios
- Un Ganapán-  Presenta su caso sin su cónyuge. Él quiere un divorcio de su mujer prostituta porque a ellos les casaron cuando él fue emborrachado.
- El juez- Él tiene la responsabilidad de oír todos los casos y juzgarlos. No concede divorcio a nadie porque ninguno de los matrimonios presenta evidencia.
- El escribano- Es el clérigo de la corte.
- El procurador- Es un abogado.
- Los músicos- Aparecen para enfatizar los temas presentados en la obra y hacer que termine con música y baile (según la convención de los entremeses).

## Temas principales

### El divorcio
Toda la obra se basa en el divorcio. Este tema se manifiesta mediante las razones diferentes por divorcio presentaban por los maridos. El divorcio era un tópico controversial en la edad cervantista a causa de la influencia y la ley de la iglesia católica. Esta tema será discutido en una de las próximas secciones.

### El matrimonio se pinta mal
Cervantes representa el matrimonio como una institución horrible, llena de conflictos. Ninguno de los matrimonios presenta una visión positiva del casamiento. Entre otras cosas, el matrimonio se pinta como un infierno y una cárcel. No se habla nunca del amor ni de la amistad. Todo es trabajo, cansancio y sufrimiento. Por ejemplo, Mariana dice que ella derrama lágrimas cada día a causa de su marido horrible (Cervantes 32). Doña Guiomar se siente encerrada en su matrimonio y cree que se basa en una mentira su marido le había engañado con respecto a su trabajo. El matrimonio se pinta como una institución deshumanizadora. Esta obra es un entremés y por eso, hay elementos y detalles exagerados para crear un efecto cómico

### Elementos autobiográficas
Tal como ocurre en muchas de sus obras, hay personajes en El juez de los divorcios que hacen eco de la vida de Cervantes. El soldado, por ejemplo, es también poeta, recordando tanto el servicio militar de Cervantes como sus esfuerzos de destacarse en la poesía. La pobreza que sufren el soldado y su esposa refleja los dos oficios, como la misma vida de Cervantes demuestra (Canavaggio). El personaje del Soldado sufre mucho a causa de su esposa horrible y su falta de sueño en buscando un trabajo. Como describe el biógrafo Jean Canavaggio, Cervantes no tenía mucha suerte en con el matrimonio, separándose de su esposa Catalina de Salazar después menos de tres años de matrimonio (Canavaggio 138). Ellos no trataban de divorciarse a causa de la posibilidad de escándalo y deshonor que habría resultado.

### Caracterización femenina
Todos las mujeres en esta obra son fuertes y buscan liberarse de sus esposos. Se nota la importancia de las mujeres en el uso de sus nombres propios, mientras se les conoce a sus esposos por su trabajo (soldado, cirujano, ganapán) u otra característica fundamental (vejete). Las mujeres presentan sus casos frente al juez y no tienen miedo de expresarse libremente. Sus voces resuenan con más fuerza que las voces de sus maridos. También, al permitir que las mujeres hablan en el corte, Cervantes sugiere que es imposible a permanecer indiferente a las voces de las mujeres (Rhodes 607).

## Libertad femenina
Uno de los temas principales en esta obra es la idea de la libertad femenina. En general, la perspectiva sobre las mujeres en los siglos XVI-XVII era muy peyorativa. Los pensadores populares atribuían la posición inferior femenina a la historia biblia de la “flaqueza” de Eva en el jardín de Edén. En el matrimonio, las mujeres tenían que “depender de la autoridad de sus maridos, a los cuales debían obedecer y cuidar con resignación” (Chul 113). Como se le consideraba propiedad de su marido, la mujer tenía poca agencia. Cervantes reivindicaba la idea de la libertad personal y la participación de la mujer dentro de ella. En la edad de Cervantes, la mujer tenía la presión de mantener la honra de su marido y su familia. Esta presión, combinada con su falta de libertad, se convertía el matrimonio en una institución opresiva para las mujeres. En esta obra, las mujeres se rebelan contra el orden patriarcal que las aprisiona. Las mujeres quieren un matrimonio con amor. Cervantes pensaba que un matrimonio sin amor va “en contra del verdadero matrimonio cristiano” (Chul 118).  Las mujeres en esta obra revelan sus deseos y por eso revelaban “el matrimonio ideal y la libertad conciencia femenina” (Chul 123).

## El divorcio en la temprana modernidad
Durante los siglos XVI y XVII, el divorcio era una práctica infrecuente y “las jueces tomaban un rol de oposición a éste” (Atienza 194).  La práctica judicial en torno a las disputas maritales “era más compleja” (Ibid).  Era más permisivo en casos de desposorio, y un desposorio se podía romper en casos de cambio de opinión, prometidos rotos o enfermedades graves. El matrimonio, sin embargo, era un caso diferente enteramente. La ley afirmaba que el matrimonio “no podía romperse nunca” (Atienza 195). Casos extremos de enfermedad física o mental o casos de enoja extrema fueron dados un gafo. A veces, casos de impotencia era considerada por divorcio pero era condiciones. Las parejas tenían tres años para consumar el matrimonio, y si no lo conseguían se les daba un examen físico para que, entre cosas, la mujer probara su virginidad.  Los únicos casos en que se consideraba el divorcio era cuando “la voluntad de uno a los casados a entrar en la vida religiosa con permiso del otro, o el adulterio” (Atienza 196).
En la edad de Cervantes, existía la posibilidad de que divorcio el tribunal consintiera una separación temporal. Para presentar un caso por divorcio exitosa, las mujeres “alegaban malos tratos y riesgo a sus vidas” (Atienza 199). Una narrativa exitosa constaba de una mujer virtuosa, un marido abusivo y el riesgo de cohabitación. La impotencia era una causa justa para pedir el divorcio porque la era considerada una amenaza a la paz de la comunidad a causa del riesgo de adulterio de parte de la mujer. Según los archivos, entre los años 1650-1750 solo había ciento cincuenta casos exitosos de divorcio en España. El entremés de Cervantes es curioso precisamente porque presenta el matrimonio y el divorcio en términos modernos. Se pinta el mundo al revés que se espera de este género literario al mismo tiempo que presenta situaciones verosímiles con las cuales el público puede identificar. Cervantes era “un crítico de su época” y por eso, presentaba el asunto de divorcio en una manera cómica (Néstor de Buen 2).